# Margaret Sullavan
Margaret Brooke Sullavan Hancock (ur. 16 maja 1909 w Norfolku, zm. 1 stycznia 1960 w New Haven) – amerykańska aktorka, nominowana do Oscara za rolę w filmie Trzej towarzysze.

## Filmografia
- 1938: Trzej towarzysze jako Patricia "Pat" Hollmann
- 1940: Sklep za rogiem jako Klara Novak